# 2014年马来西亚
| 马来西亚历史 / 马来西亚历史年表 |
| 世紀： 20世纪马来亚 · 20世纪马来西亚 / 21世纪马来西亚 / 22世纪马来西亚                                                                                        |
| 年代： 1980年代马来西亚 / 1990年代马来西亚 / 2000年代马来西亚 / 2010年代马来西亚 / 2020年代马来西亚 / 2030年代马来西亚 / 2040年代马来西亚                     |
| 年份： 2010年马来西亚 / 2011年马来西亚 / 2012年马来西亚 / 2013年马来西亚 / 2014年马来西亚 / 2015年马来西亚 / 2016年马来西亚 / 2017年马来西亚 / 2018年马来西亚 |
| 紀年： 甲午年（马年）、马来西亚成立51周年 |

## 事件記錄

### 3月
- 3月8日，马来西亚航空一班从吉隆坡前往北京的波音777-200ER航機神秘失蹤的事件，被認為是有史以來「最离奇」的飞机失联案例，是為馬來西亞航空370號班機空难。

### 7月
- 7月17日，马来西亚航空一班从阿姆斯特丹史基浦机场前往吉隆坡国际机场的波音777-2H6ER航機在高空疑似受到大量外来高能物体击落墜毀的事件，是為马来西亚航空17号班机空难。

### 8月
8月16日至28日，马来西亚派出20名运动员参加在中国南京举行的2014年夏季青年奥林匹克运动会。

### 9月
9月19日，在韓國仁川舉行的2014年亚洲运动会，马来西亚代表團共獲得5面金牌、14面銀牌、14面銅牌。

### 10月
- 10月18日至24日，马来西亚派出54名运动员参加在韓国仁川举行的2014年亚洲残疾人运动会。總共得到17面金牌、20面銀牌、27面銅牌。
- 10月30日，马来西亚導演池家慶、陳炳豐執導的首部实境電影《惧场》在這一天在馬來西亞上映。

### 11月
11月23日，2014年TVB 馬來西亞星光薈萃頒獎典禮在馬來西亞雲頂雲星劇場舉行，當晚共頒發13個獎項。

### 12月
12月14日起延續到2015年年初，是指2015年东南亚洪灾，受灾范围包括了印尼、马来西亚、菲律宾、泰国，四国合计的撤离人数达到数十万人。

## 關聯
- 2014年
- 馬來西亞歷史